# Unio cariei
Unio cariei foi uma espécie de bivalve da família Unionidae. Foi endémica da Reunião.